# Тур Южной Богемии 2024
10-й выпуск Тура Южной Богемии — шоссейной многодневной велогонки по дорогам Чехии. Гонка прошла с 5 по 8 сентября 2024 года в рамках Европейского тура UCI 2024. Победителем стал польский велогонщик Марцин Будзинский.

## Участники
| UCI Continental Teams (14)- ATT Investments - Tufo-Pardus Prostějov - Team Felt Felbermayr - Team Coop-Repsol - XSpeed United Continental - Mazowsze Serce Polski - Metec-Solarwatt p/b Mantel - Elkov-Kasper - Energus Cycling Team - Pierre Baguette Cycling - AC Sparta Praha - Santic-Wibatech - Lillehammer CK Continental Team - Airtox-Carl Ras Национальная сборная- Польша Любительские, клубные или региональные команды (11)- Giant Store Assen-NWVG CT - ARBÖ Radteam Feld Am See - Obor - Bike Aid - MaxSolar Cycling Team - West Bohemia - CO:PLAY-Giant Store - Willebrord Wil Vooruit - Aalborg-Sparekassen Danmark - Team Ringerikskraft - Cartusia Bike Atelier - CK Pardubice |
| |

## Маршрут
Гонка состояла из 4 этапов.
| Этап | Дата  | Маршрут                          | type      | Длина (км) | Победитель           | Лидер генеральной классификации |
| ---- | ----- | -------------------------------- | --------- | ---------- | -------------------- | ------------------------------- |
| 1    | 5 сен | Тршебонь – Йемнице               | холмистый | 132        | Victor van de Putte  | Victor van de Putte             |
| 2    | 6 сен | Ческе-Веленице – Studená         | холмистый | 151        | Andrej Liska         | Victor van de Putte             |
| 3    | 7 сен | Чески-Крумлов – Horská Kvilda    | горный    | 130        | Марцин Будзинский    | Марцин Будзинский               |
| 4    | 8 сен | Тргове-Свины – Йиндржихув-Градец | холмистый | 161        | Каспер ван дер Вауде | Марцин Будзинский               |

## Ход гонки
Каспер ван дер Вуд выиграл финальный этап гонки. 24-летний голландец из Metec-Solarwatt был самым быстрым в лидирующей группе из пяти человек, а также обеспечил себе победу в горной классификации. Окончательная победа досталась Марцину Будзински из Польши.

## Лидеры классификаций
| Этап |           | Победитель _         | Генеральная классификация _ |
| ---- | --------- | -------------------- | --------------------------- |
| 1    | холмистый | Victor van de Putte  | Victor van de Putte         |
| 2    | холмистый | Andrej Liska         | Victor van de Putte         |
| 3    | горный    | Марцин Будзинский    | Марцин Будзинский           |
| 4    | холмистый | Каспер ван дер Вауде | Марцин Будзинский           |
| Итог | Итог      |                      | Марцин Будзинский           |

## Итоговые классификации
| \| Генеральная классификация \| Генеральная классификация \| Генеральная классификация \| Генеральная классификация \| Генеральная классификация \| \| Гонщик \| Гонщик \| Команда \| Время \| \| \| ------------------------- \| ------------------------- \| ------------------------- \| ------------------------- \| ------------------------- \| \| 1-й \| Марцин Будзинский \| Mazowsze Serce Polski \| 13ч 13' 42 \| \| \| 2-й \| Лукаш Кубис \| Elkov-Kasper \| + 44 \| \| \| 3-й \| Piotr Pękala \| Santic-Wibatech \| + 47 \| \| |                   |                       |            |
| |                   |                       |            |
| Источник: ProCyclingStats |                   |                       |            |
| Генеральная классификация |                   |                       |            |
| Гонщик | Гонщик            | Команда               | Время      |
| 1-й | Марцин Будзинский | Mazowsze Serce Polski | 13ч 13' 42 |
| 2-й | Лукаш Кубис       | Elkov-Kasper          | + 44       |
| 3-й | Piotr Pękala      | Santic-Wibatech       | + 47       |

| Очковая классификация | Очковая классификация | Очковая классификация | Очковая классификация | Очковая классификация |
| Гонщик                | Гонщик                | Команда               | Очки                  |                       |
| --------------------- | --------------------- | --------------------- | --------------------- | --------------------- |
| 1-й                   | Victor van de Putte   | Deschacht-Hens-FSP    | 70 очков              |                       |
| 2-й                   | Марцин Будзинский     | Mazowsze Serce Polski | 54 очков              |                       |
| 3-й                   | Михал Палюта          | Santic-Wibatech       | 41 очков              |                       |

| Очковая классификация | Очковая классификация | Очковая классификация | Очковая классификация | Очковая классификация |
| Гонщик                | Гонщик                | Команда               | Очки                  |                       |
| --------------------- | --------------------- | --------------------- | --------------------- | --------------------- |
| 1-й                   | Victor van de Putte   | Deschacht-Hens-FSP    | 70 очков              |                       |
| 2-й                   | Марцин Будзинский     | Mazowsze Serce Polski | 54 очков              |                       |
| 3-й                   | Михал Палюта          | Santic-Wibatech       | 41 очков              |                       |

| Молодёжная классификация | Молодёжная классификация   | Молодёжная классификация        | Молодёжная классификация | Молодёжная классификация |
| Гонщик                   | Гонщик                     | Команда                         | Время                    |                          |
| ------------------------ | -------------------------- | ------------------------------- | ------------------------ | ------------------------ |
| 1-й                      | Daniel Vysočan             | Pierre Baguette Cycling         | 13ч 15' 05               |                          |
| 2-й                      | Toralf Rydningen Martinsen | Lillehammer CK Continental Team | + 5                      |                          |
| 3-й                      | Tomáš Přidal               | Elkov-Kasper                    | + 52                     |                          |

| Молодёжная классификация | Молодёжная классификация   | Молодёжная классификация        | Молодёжная классификация | Молодёжная классификация |
| Гонщик                   | Гонщик                     | Команда                         | Время                    |                          |
| ------------------------ | -------------------------- | ------------------------------- | ------------------------ | ------------------------ |
| 1-й                      | Daniel Vysočan             | Pierre Baguette Cycling         | 13ч 15' 05               |                          |
| 2-й                      | Toralf Rydningen Martinsen | Lillehammer CK Continental Team | + 5                      |                          |
| 3-й                      | Tomáš Přidal               | Elkov-Kasper                    | + 52                     |                          |

| Командная классификация по времени | Командная классификация по времени | Командная классификация по времени | Командная классификация по времени |
| Команда                            | Команда                            | Время                              |                                    |
| ---------------------------------- | ---------------------------------- | ---------------------------------- | ---------------------------------- |
| 1-й                                | Elkov-Kasper                       | 39ч 46' 27                         |                                    |
| 2-й                                | Santic-Wibatech                    | + 4' 06                            |                                    |
| 3-й                                | Pierre Baguette Cycling            | + 6' 05                            |                                    |

| Командная классификация по времени | Командная классификация по времени | Командная классификация по времени | Командная классификация по времени |
| Команда                            | Команда                            | Время                              |                                    |
| ---------------------------------- | ---------------------------------- | ---------------------------------- | ---------------------------------- |
| 1-й                                | Elkov-Kasper                       | 39ч 46' 27                         |                                    |
| 2-й                                | Santic-Wibatech                    | + 4' 06                            |                                    |
| 3-й                                | Pierre Baguette Cycling            | + 6' 05                            |                                    |